# Oecologia
Oecologia és una revista internacional en anglès avaluada per experts publicada per Springer des de 1968 (alguns articles es van publicar en alemany o francès fins a 1976). La revista publica investigacions originals sobre una sèrie de temes relacionats amb l'ecologia vegetal i animal.
Oecologia té un enfocament internacional i presenta treballs, mètodes, ressenyes i temes especials originals. Els articles se centren en l'ecologia de poblacions, les interaccions planta-animal, l'ecologia dels ecosistemes, l'ecologia de la comunitat, l'ecologia del canvi global, l'ecologia de la conservació, l'ecologia del comportament i l'ecologia fisiològica.
Oecologia va tenir un factor d'impacte de 3.298 (2021) i ocupava el lloc 37 de 136 a la categoria «ecologia».